# Оттон I (граф Цютфена)
Оттон (Otto) (ум. 1037 или раньше) — первый упоминаемый в исторических источниках граф Цютфена. Происхождение не известно. Упоминается в хронике монастыря Браувайлер Brunwilarensis Monasterii Fundatio: «Ottonis comitis de Sudveno».
Две дочери:
- Адельхейда, наследница Цютфена и фогств в Мюнстере и Боргхорсте, жена Готшалка (погиб в бою в 1063 или 1064).
- Матильда, жена Людольфа фон Вальденбурга, сына Эццо — пфальцграфа Лотарингии. Их сын Конрад I (Куно) (ум. 1055) — герцог Баварии (1049—1053).

Или Оттон, или его зять Готшалк был отцом ещё двух дочерей, о которых в источнике сказано, что они дети графа Цютфена:
- Эрменгарда (ум. 1076), жена Хадальхоха (ум. 1050), графа в Изенгау
- Матильда, жена Бруно фон Хенгебаха (ум. 1063/64), графа в Цюльпихе.

Многие историки сходятся на том, что граф Цютфена Оттон — это Оттон фон Хаммерштайн (Otto von Hammerstein) (р. ок. 980, ум. 5 июня 1036), граф в Веттерау (1016) и в Энгерсгау (1019), сын Хериберта из рода Конрадинеров (ум. 992), по отцу — племянник Конрада, герцога Швабии (983—997). Его матерью была Имица (Ирминтруда), дочь графа Мегингоза (ум. после 989), графа в Вормсгау, и Герберги (ум. 995), дочери Готфрида (ум. 949), графа в Юлихгау.
Оттон фон Хаммерштайн был женат на Ирмгарде (980/985 — 1041/1043), дочери графа Вердена Готфрида и Матильды Саксонской. Дядя Оттона Титмар Мерзебургский рассказывает, что в 1018 году супруги были отлучены от церкви за то, что отказались расторгнуть свой брак, несмотря на кровное родство. Дело длилось 10 лет, и закончилось получением церковного разрешения.
Сын Оттона и Ирмгарды Удо умер в 1034 г., ещё при жизни отца.
Вышеупомянутый граф Мегингоз иногда считается сеньором Цютфена, и тогда получается, что Оттон фон Хаммерштайн унаследовал это владение от деда, или от его дочери — своей матери.